# بني صالح (الجيزة)
قرية بنى صالح هي إحدى القرى التابعة لمركز أطفيح في محافظة الجيزة في جمهورية مصر العربية. حسب إحصاءات سنة 2006، بلغ إجمالي السكان في بنى صالح 4335 نسمة، منهم 2242 رجل و2093 امرأة.